# アルフレッド・ハームズワース (初代ノースクリフ子爵)

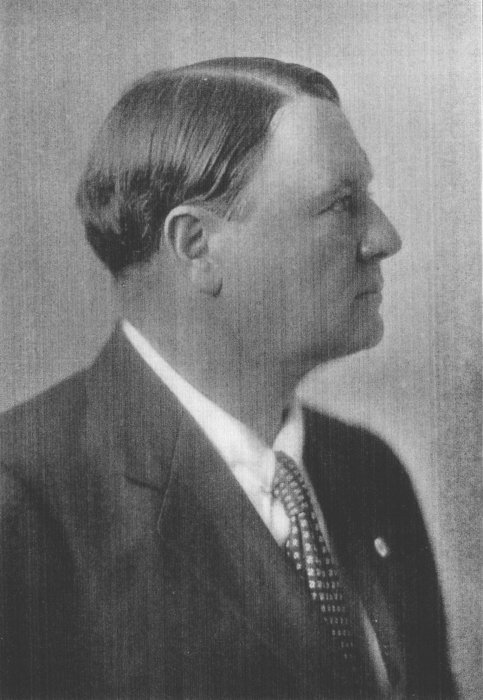
アルフレッド・ハームズワース

初代ノースクリフ子爵アルフレッド・チャールズ・ウィリアム・ハームズワース（Alfred Charles William Harmsworth, 1st Viscount Northcliffe、1865年7月15日 - 1922年8月14日）は、イギリスの実業家・ジャーナリスト。アソシエイテッド・ニュースペーパーズの前身となる巨大新聞グループを創設し、「新聞王」と言われた。

## 略歴
アルフレッド・ハームズワースは、アイルランドのダブリン県Chapelizodで弁護士の子として生まれた。兄弟には弟でミラーグループの共同経営者であったハロルド（初代ロザミア子爵）、外務次官などをつとめたセシル（初代ハームズワース男爵）、レスター（初代準男爵）、ヒルデブラント（初代準男爵）などがいる。
リンカンシャーのスタンフォード校を出た後、フリーランスのジャーナリストとして活動していたが、1894年に『ジ・イヴニング・ニューズ』を買収し、再建に成功した。その後各地の新聞を買収して会社を拡大し、1896年5月にイギリス最初のタブロイド紙『デイリー・メール』を創刊した。彼の経営手腕は他社の優秀な記者や通信員を高額で引き抜き、「ニュースを得よ、真っ先に得よ」という督励を行って大衆に受けるジャーナリズムを追求した。さらにエディンバラやグラスゴーといった遠隔地でもロンドンと同じ朝刊が見られるよう販売網を整備し、地方の読者も獲得した。また大西洋横断飛行に多額の賞金をかけたり、タイタニック号沈没事故遺族への寄付金募集といったキャンペーンも行った。1897年には弟ハロルドとの共同出資という形で、会社を株式会社ハームズワース・ブラザーズに改組した。この会社は新聞社だけでなく、製紙工場、インク工場の経営も行っている。

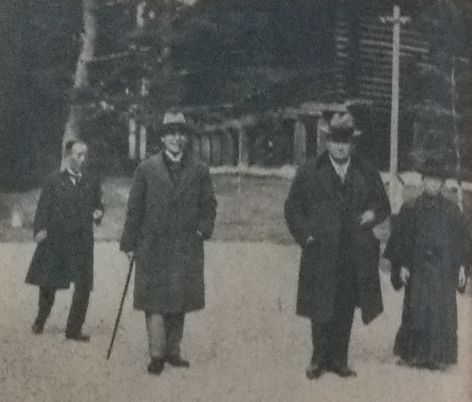
1921年の訪日の際の、奈良でのハームズワース

第二次ボーア戦争の際にはラドヤード・キップリングらも参加した寡婦や戦争孤児のための大規模な慈善キャンペーンを行った。1903年には『デイリー・ミラー』を創刊し、『ザ・タイムズ』と『オブザーバー』を買収した。1904年にはエルムウッドの準男爵となり、1905年にはセントペーター（ケント州サネット）のノースクリフ男爵に叙せられている。1918年にはアメリカにおいてイギリスの戦争広報をつとめた功績により、セントペーターのノースクリフ子爵となった。1921年には日本や朝鮮、中国を歴訪している。
1922年にカールトン・ハウス・テラスにて心内膜炎のために没した。彼には子供がいなかったため、爵位は一代限りとなった。新聞事業は弟ハロルドが継承した。

## 第一次世界大戦
第一次世界大戦、ノースクリフの新聞は激しく戦争熱をあおり立てた。「一方の手を『タイムズ』という厳粛な威信で武装し、今一方の手では『デイリー・ミラー』という普遍性を持って武装した」彼は、戦時世論において支配的な権力をふるうことを望んだ。
1915年3月、ヌーヴ・シャペルの戦いをはじめとするイギリス軍の攻勢が失敗した。ノースクリフ自らが執筆したとも言われる5月21日の『デイリー・ミラー』社説は、ホレイショ・キッチナー陸軍大臣が高性能砲弾を供給しなかったことが原因であると書き立てた。この問題は数週間にわたって政界を巻き込む騒ぎとなり、キッチナーは一時辞任を申し出ている（1915年の砲弾危機）。しかし国民的人気のあったキッチナーに対する攻撃は読者の反発も招き、『デイリー・ミラー』の部数は一時6万部減少している。ノースクリフは「（このキャンペーンで）『デイリー・ミラー』の部数がわずか2部になり、『ザ・タイムズ』が1部になったとしてもかまわない」と放言したが、実際は部数減少を大いに気にしていた。その後もハーバート・ヘンリー・アスキス首相を攻撃し、内閣の崩壊を招いている。この政変はデビッド・ロイド・ジョージの首相就任につながり、ノースクリフはその戦争内閣のもと、プロパガンダに関する委員会、いわゆるウェリントン・ハウスに参加した。「デイリー・エクスプレス」等を経営する同業のライバルであったマクスウェル・エイトケン (初代ビーヴァーブルック男爵)が情報大臣となると、中央同盟国に対するプロパガンダを行うクルー・ハウスと呼ばれるセクションの長となった。1917年にアメリカに派遣され、戦争協力を訴えた。
終戦が明らかになると、ノースクリフは政治への野心を顕わにし、パリ講和会議にイギリス代表として参加する希望を公言していた。この希望をロイド・ジョージが拒絶したため、ノースクリフはロイド・ジョージに対する批判を開始した。そのキャンペーンは、ドイツに莫大な賠償を求めるなど対独強硬論を中心としたものであり、時として論理一貫性を欠く攻撃のための攻撃に陥った。